# Chonocephalus brisbanensis
Chonocephalus brisbanensis är en tvåvingeart som beskrevs av Rudolf Beyer 1960. Chonocephalus brisbanensis ingår i släktet Chonocephalus och familjen puckelflugor. Inga underarter finns listade i Catalogue of Life.